# Каттилаоя
Каттилаоя — река в России, протекает по Суоярвскому и Питкярантскому районам Карелии.
Вытекает из озера Котилампи в 4 км южнее посёлка Леппясюрья. Устье реки находится в 13 км от устья реки Кулисмайоки по левому берегу. Длина реки составляет 6,2 км.
К бассейну реки относится озеро Финкино.

## Данные водного реестра
По данным государственного водного реестра России относится к Балтийскому бассейновому округу, водохозяйственный участок реки — Водные объекты бассейна озера Ладожское без рек Волхов, Свирь и Сясь, речной подбассейн реки — Нева и реки бассейна Ладожского озера (без подбассейна Свирь и Волхов, российская часть бассейнов). Относится к речному бассейну реки Нева (включая бассейны рек Онежского и Ладожского озера).
Код объекта в государственном водном реестре — 01040300212102000011167.

## Фотографии
|  |  |